# Чемпионат СССР по хоккею с мячом 1974/1975
27-й чемпионат СССР по хоккею с мячом проходил с 24 ноября 1974 года по 23 марта 1975 года.
В высшей лиге играли 14 команд. Сыграно 182 матча, в них забито 1457 мячей.
Чемпионом СССР стала команда «Динамо» (Москва).

## Высшая лига
| М  | Команда                            | 1        | 2         | 3        | 4         | 5        | 6        | 7        | 8        | 9        | 10      | 11       | 12        | 13       | 14        | В  | Н | П  | Мячи             | О  |
| -- | ---------------------------------- | -------- | --------- | -------- | --------- | -------- | -------- | -------- | -------- | -------- | ------- | -------- | --------- | -------- | --------- | -- | - | -- | ---------------- | -- |
| 1  | «Динамо» (Москва)                  |          | 3:3 4:3   | 9:0 2:4  | 10:3 8:2  | 6:2 4:2  | 5:1 3:1  | 4:2 8:5  | 4:0 1:1  | 12:2 7:0 | 3:0 8:1 | 5:1 9:4  | 13:1 5:0  | 11:0 5:1 | 11:1 6:3  | 23 | 2 | 1  | 166 — 43 = + 123 | 48 |
| 2  | «Динамо» (Алма-Ата)                | 3:4 3:3  |           | 7:4 4:4  | 4:2 8:3   | 14:5 1:2 | 2:1 3:9  | 15:2 6:7 | 9:0 2:1  | 11:1 6:0 | 6:2 6:0 | 10:0 8:3 | 10:2 12:0 | 15:1 3:2 | 8:0 5:2   | 20 | 2 | 4  | 181 — 60 = + 121 | 42 |
| 3  | СКА (Свердловск)                   | 4:2 0:9  | 4:4 0:7   |          | 5:7 4:4   | 10:3 4:4 | 10:3 5:3 | 8:4 5:2  | 3:0 3:3  | 6:3 9:5  | 3:0 2:2 | 9:1 3:3  | 11:1 2:2  | 4:1 9:6  | 6:2 3:1   | 16 | 7 | 3  | 136 — 82 = + 54  | 39 |
| 4  | СКА (Хабаровск)                    | 2:8 3:10 | 3:8 2:4   | 4:4 7:5  |           | 3:2 3:4  | 4:4 2:4  | 6:3 3:5  | 6:3 2:1  | 12:2 3:5 | 4:1 0:1 | 9:0 6:2  | 4:2 3:3   | 11:5 2:2 | 10:6 11:3 | 13 | 4 | 9  | 125 — 97 = + 28  | 30 |
| 5  | «Зоркий» (Красногорск)             | 2:4 2:6  | 2:1 5:14  | 4:4 3:10 | 4:3 2:3   |          | 3:2 7:4  | 6:2 2:3  | 6:1 2:3  | 6:4 3:4  | 3:2 5:3 | 7:6 2:6  | 11:3 1:2  | 8:2 2:2  | 5:1 2:2   | 13 | 3 | 10 | 105 — 97 = + 8   | 29 |
| 6  | «Волга» (Ульяновск)                | 1:3 1:5  | 9:3 1:2   | 3:5 3:10 | 4:2 4:4   | 4:7 2:3  |          | 5:2 2:5  | 13:6 3:5 | 6:1 0:3  | 4:3 4:2 | 7:4 3:4  | 12:3 5:2  | 3:1 5:4  | 4:2 7:5   | 14 | 1 | 11 | 115 — 96 = + 19  | 29 |
| 7  | «Уральский трубник» (Первоуральск) | 5:8 2:4  | 7:6 2:15  | 2:5 4:8  | 5:3 3:6   | 3:2 2:6  | 5:2 2:5  |          | 6:1 1:4  | 6:4 3:2  | 3:4 1:3 | 5:3 5:2  | 3:3 6:6   | 3:2 5:7  | 3:1 3:2   | 12 | 2 | 12 | 95 — 114 = — 19  | 26 |
| 8  | «Водник» (Архангельск)             | 1:1 0:4  | 1:2 0:9   | 3:3 0:3  | 1:2 3:6   | 3:2 1:6  | 5:3 6:13 | 4:1 1:6  |          | 1:6 0:4  | 0:1 4:4 | 6:1 4:3  | 5:0 3:3   | 9:5 2:3  | 7:3 4:3   | 9  | 4 | 13 | 74 — 97 = — 23   | 22 |
| 9  | «Енисей» (Красноярск)              | 0:7 2:12 | 0:6 1:11  | 5:9 3:6  | 5:3 2:12  | 4:3 4:6  | 3:0 1:6  | 2:3 4:6  | 4:0 6:1  |          | 6:2 2:2 | 2:5 5:10 | 9:5 3:4   | 3:3 2:1  | 5:2 3:5   | 9  | 2 | 15 | 86 — 130 = — 44  | 20 |
| 10 | «Вымпел» (Калининград Моск. обл.)  | 1:8 0:3  | 0:6 2:6   | 2:2 0:3  | 1:0 1:4   | 3:5 2:3  | 2:4 3:4  | 3:1 4:3  | 4:4 1:0  | 2:2 2:6  |         | 4:3 4:5  | 9:2 3:4   | 2:1 2:2  | 4:2 3:5   | 8  | 4 | 14 | 64 — 88 = — 24   | 20 |
| 11 | «Литейщик» (Караганда)             | 4:9 1:5  | 3:8 0:10  | 3:3 1:9  | 2:6 0:9   | 6:2 6:7  | 4:3 4:7  | 2:5 3:5  | 3:4 1:6  | 10:5 5:2 | 5:4 3:4 |          | 8:5 4:6   | 7:1 4:4  | 5:1 2:2   | 8  | 3 | 15 | 96 — 132 = — 36  | 19 |
| 12 | «Локомотив» (Иркутск)              | 0:5 1:13 | 0:12 2:10 | 2:2 1:11 | 3:3 2:4   | 2:1 3:11 | 2:5 3:12 | 6:6 3:3  | 3:3 0:5  | 4:3 5:9  | 4:3 2:9 | 6:4 5:8  |           | 3:3 3:4  | 4:2 4:5   | 5  | 6 | 15 | 73 — 156 = — 83  | 16 |
| 13 | «Кузбасс» (Кемерово)               | 1:5 0:11 | 2:3 1:15  | 6:9 1:4  | 2:2 5:11  | 2:2 2:8  | 4:5 1:3  | 7:5 2:3  | 3:2 5:9  | 1:2 3:3  | 2:2 1:2 | 4:4 1:7  | 4:3 3:3   |          | 8:2 2:5   | 4  | 6 | 16 | 73 — 130 = — 57  | 14 |
| 14 | «Североникель» (Мончегорск)        | 3:6 1:11 | 2:5 0:8   | 1:3 2:6  | 3:11 6:10 | 2:2 1:5  | 5:7 2:4  | 2:3 1:3  | 3:4 3:7  | 5:3 2:5  | 5:3 2:4 | 2:2 1:5  | 5:4 2:4   | 5:2 2:8  |           | 4  | 2 | 20 | 68 — 135 = — 67  | 10 |

В верхних строках таблицы приведены результаты домашних матчей, а в нижних-результаты игр на выезде.

## Итоговая таблица чемпионата
| Команда                               | И  | В  | Н | П  | М      | О  |
| ------------------------------------- | -- | -- | - | -- | ------ | -- |
| 1. «Динамо» (Москва)                  | 26 | 23 | 2 | 1  | 166:43 | 48 |
| 2. «Динамо» (Алма-Ата)                | 26 | 20 | 2 | 4  | 181:60 | 42 |
| 3. СКА (Свердловск)                   | 26 | 16 | 7 | 3  | 136:82 | 39 |
| 4. СКА (Хабаровск)                    | 26 | 13 | 4 | 9  | 125:97 | 30 |
| 5. «Зоркий» (Красногорск)             | 26 | 13 | 3 | 10 | 105:97 | 29 |
| 6. «Волга» (Ульяновск)                | 26 | 14 | 1 | 11 | 115:96 | 29 |
| 7. «Уральский трубник» (Первоуральск) | 26 | 12 | 2 | 12 | 95:114 | 26 |
| 8. «Водник» (Архангельск)             | 26 | 9  | 4 | 13 | 74:97  | 22 |
| 9. «Енисей» (Красноярск)              | 26 | 9  | 2 | 15 | 86:130 | 20 |
| 10. «Вымпел» (Калининград Моск. обл.) | 26 | 8  | 4 | 14 | 64:88  | 20 |
| 11. «Литейщик» (Караганда)            | 26 | 8  | 3 | 15 | 96:132 | 19 |
| 12. «Локомотив» (Иркутск)             | 26 | 5  | 6 | 15 | 73:156 | 16 |
| 13. «Кузбасс» (Кемерово)              | 26 | 4  | 6 | 16 | 73:130 | 14 |
| 14. «Североникель» (Мончегорск)       | 26 | 4  | 2 | 20 | 68:135 | 10 |

## Составы команд и авторы забитых мячей
1. «Динамо» (Москва) (17 игроков): Александр Теняков (15; −20), Геннадий Шишков (17; −23) — Евгений Герасимов (26; 27), Леонид Палладий (25; 1), Евгений Горбачёв (25; 2), Александр Дудин (19; 0), Владимир Плавунов (24; 5), Вячеслав Соловьёв (24; 16), Владимир Янко (24; 2), Георгий Канарейкин (26; 38), Юрий Лизавин (24; 37), Валерий Маслов (24; 16), Владимир Тарасевич (25; 14). В составе команды также выступали Владимир Буренков (8; 1), Михаил Гордеев (9; 4), Виктор Мартынов (7; 0), Анатолий Попов (10; 2). 1 мяч в свои ворота забил Виталий Савлук «Енисей» (Красноярск).
2. «Динамо» (Алма-Ата) (18 игроков): Андрей Герасимов (12), Виктор Замараев (26) — Владимир Алексеев (22; 1), Геннадий Любченко (26; 5), Вячеслав Панёв (25; 10), Борис Третьяков (25; 4), Александр Шулепов (25; 0), Яков Апельганец (24; 3), Фарит Зигангиров (18; 1), Леонид Лобачёв (15; 6), Анатолий Соколов (14; 1), Николай Шмик (17; 1), Евгений Агуреев (26; 63), Валерий Бочков (19; 22), Александр Ионкин (26; 36), Александр Куземчик (26; 15), Борис Чехлыстов (17; 13). В составе команды также выступал вратарь Владимир Савченко (3).
3. СКА (Свердловск) (19 игроков): Валерий Попков (26) — Леонид Воронин (14; 0), Леонид Павловский (16; 0), Сергей Гладких (18; 0), Николай Дураков (24; 37), Владимир Коровин (26; 3), Валерий Полодухин (25; 3), Валентин Хардин (13; 0), Олег Грибов (25; 22), Александр Измоденов (26; 7), Семён Ковальков (25; 8), Сергей Пискунов (21; 9), Александр Сивков (24; 21), Борис Удодов (20; 1), Валерий Эйхвальд (25; 19). В составе команды выступали также вратарь Владимир Рубцов (1), Владимир Глушков (2; 0), Александр Гусев (1; 0), Анатолий Романов (7; 6).
4. СКА (Хабаровск) (17 игроков): Виктор Иордан (2), Валерий Косс (16), Сергей Лазарев (13) — Валерий Баранов (17; 0), Владимир Башан (25; 29), Виктор Булдыгин (24; 25), Александр Волков (26: 0), Анатолий Гладилин (26; 2), Анатолий Данилов (23; 0), Евгений Данилов (13; 0), Владимир Ивашин (19; 22), Виктор Ковалёв (26; 13), Сергей Кузнецов (14; 0), Александр Першин (23; 6), Сергей Слепов (23; 10), Юрий Тишин (13; 4), Анатолий Фролов (17; 14).
5. «Зоркий» (Красногорск) (17 игроков): Валерий Мозгов (25) — Александр Гуляев (21; 0), Анатолий Козлов (20; 5), Сергей Лапин (19; 1), Сергей Майборода (26; 10), Евгений Манкос (25; 25), Анатолий Мосягин (22; 7), Александр Никитин (25; 0), Юрий Петров (25; 35), Виктор Рыбин (23; 3), Владимир Рыбин (17; 0), Николай Сазонов (25; 0), Виктор Солдатов (23; 1), Николай Соловьёв (25; 1), Николай Чегодаев (23; 16). В составе команды также выступали Алексей Семёнов (3; 0) и вратарь Владимир Болденко (3). 1 мяч в свои ворота забил Николай Навалихин «Литейщик» (Караганда).
6. «Волга» (Ульяновск) (20 игроков): Владимир Кузнецов (5), Леонард Мухаметзянов (21) — Виталий Агуреев (26; 1), Николай Афанасенко (24; 32), Вячеслав Дорофеев (19; 4), Владимир Куров (25; 13), Геннадий Кушнир (24; 22), Борис Малявкин (24; 0), Владимир Михеев (24; 1), Сергей Наумов (22; 2), Геннадий Перфильев (23; 5), Анатолий Рушкин (25; 24), Владимир Терехов (22; 3). В составе команды также выступали Вячеслав Лампеев (4; 0), Владимир Масленников (9; 1), Владимир Мишурнов (4; 0), Владимир Монахов (3; 1), Михаил Тонеев (11; 6), Раип Фасхутдинов (1; 0) и вратарь Пётр Нестеров (1).
7. «Уральский трубник» (Первоуральск) (18 игроков): Геннадий Михайловских, Владимир Чермных − Юрий Герасимов, Владимир Денисов (22), Евгений Злоказов, Евгений Измоденов (16), Сергей Королёв (7), Сергей Максименко (2), Александр Мальцев (17), Владимир Матвеев, Владимир Мозговой (5), Юрий Панченко (5), Александр Пузырёв (1), Дмитрий Репях (2), Владимир Скуридин, Александр Хайдуков (18), Юрий Черных, Виктор Шмарков.
8. «Водник» (Архангельск) (19 игроков): Сергей Драчев (12), Виталий Сандул (14) — Сергей Гава (26; 10), Валерий Кашкарёв (22; 6), Вячеслав Малахов (23; 9), Александр Митричев (23; 17), Роберт Овчинников (25; 0), Виталий Петровский (17; 0), Алексей Попов (14; 4), Сергей Попов (24; 7), Сергей Семёнов (9; 5), Вячеслав Серов (23; 9), Александр Скирденко (21; 0), Александр Сухондяевский (24; 6). В составе команды также выступали Виктор Грайм (4; 0), Евгений Кокорин (11; 1), Александр Матвеев (9; 0), Сергей Некрасов (8; 0) и Владимир Поздеев (1; 0).
9. «Енисей» (Красноярск) (20 игроков): Сергей Ефремов, Леонид Паценкер — Владимир Артёмов (19), Борис Бутусин, Владимир Вишнневский, Александр Гурин, Владимир Гуртовой, Юрий Иванов (14), Константин Колесов, Александр Корешников (1), Сергей Корешников (1), Геннадий Крюков (1), Владимир Куманёв (1), Виктор Ломанов (12), Сергей Ломанов-ст. (11), Виктор Лыков, Андрей Пашкин (20), Геннадий Преловский, Виталий Савлук, Валерий Селиванов (6).
10. «Вымпел» (Калининград Московской области) (19 игроков): Виктор Коротков, Владимир Пахомов − Евгений Базаров (2), Виктор Ветчинов (4), Виталий Данилов, Евгений Данилов (3), Валерий Ильин (1), Александр Комаровский (14), Евгений Косоруков (1), Валентин Кучин (12), Расик Мухаметзянов, Владимир Перепелов (13), Валерий Разгоняев, Николай Семёнычев (1), Валерий Соломонов, Виктор Стариков (4), Валерий Узнанский (1), Николай Харлов, Геннадий Шахманов (7). Неизвестен автор 1 мяча.
11. «Литейщик» (Караганда) (17 игроков): Александр Иордан, Геннадий Щёлоков — Тастанбек Аринов (2), Геннадий Баданин (1), Сергей Береснев (11), Юрий Блохин (2), Алексей Бочарников (1), Юрий Варзин (16), Владислав Ермолов (24), Валерий Желтобрюхов (1), Н. Ларионов, Александр Майорин (7), Николай Навалихин (16), Юрий Непомнющий (15), Владислав Плесовских, Виталий Плотников, Владимир Шевелин.
12. «Локомотив» (Иркутск) (19 игроков): Виктор Елизаров (14), Леонид Князьков (19) — Анатолий Бойко (20; 2), Вячеслав Говорков (20; 11), Виталий Колесников (25; 4), Геннадий Кондаков (24; 12), Юрий Максимов (21; 8), Юрий Паньков (18; 0), Владимир Петров (23; 2), Сергей Сиротенко (24; 0), Анатолий Терентьев (21; 13), Виктор Терлюк (25; 0), Николай Черенков (16; 1), Валерий Чухлов (22; 11), Евгений Шестаков (12; 0). В команде также выступали Вадим Барановский (9; 0), Олег Суставов (6; 2), Борис Хандаев (10; 1) и Игорь Хандаев (9; 5). 1 мяч в свои ворота забил Валерий Приходько «Североникель» (Мончегорск).
13. «Кузбасс» (Кемерово) (19 игроков): Владимир Краев (18), Виктор Турлаков (12) — Владимир Балаганский (15; 9), Владимир Бахаев (22; 11), Виктор Бурдыгин (25; 1), Степан Дудчак (19; 0), Владимир Ефименко (22; 1), Валерий Журавлёв (24; 17), Анатолий Измаденов (21; 3), Владимир Китов (16; 0), Алексей Кривов (25; 9), Виталий Лазицкий (24; 2), Валерий Рябченко (24; 0), Геннадий Савельев (17; 11), Сергей Свердлов (24; 4), Николай Усольцев (13; 3). В составе команды также выступали Виктор Жданов (11; 2), Константин Кудрин (1; 0) и вратарь Николай Никонов (3).
14. «Североникель» (Мончегорск) (18 игроков): Анатолий Бондарев (22), Виктор Федорков (6) — Сергей Алабин (4; 0), Николай Балдин (21; 5), Виктор Балков (10; 2), Анатолий Клеймёнов (23; 19), Сергей Кузнецов (18; 1), Владимир Лещенко (23; 0), Владимир Момотов (4; 0), Виктор Осокин (25; 1), Евгений Павлюченков (24; 2), Валерий Приходько (26; 1), Валерий Рылеев (20; 21), Александр Саксонов (25; 7), Игорь Скачков (25; 1), Сергей Тепляков (26; 7), Виктор Ширшов (25; 1), Геннадий Щукин (3; 0).

Лучший бомбардир — Евгений Агуреев, «Динамо» (Алма-Ата) — 63 мяча.

## Первая группа класса «А»
На предварительном этапе 22 команды, разбитые на три подгруппы, оспаривали по две путёвки от каждой подгруппы в финальную часть.

### Первая подгруппа
| М | Команда                    | 1                 | 2                | 3                | 4                 | 5                | 6                | 7                | 8                 | В  | Н | П  | Мячи             | О  |
| - | -------------------------- | ----------------- | ---------------- | ---------------- | ----------------- | ---------------- | ---------------- | ---------------- | ----------------- | -- | - | -- | ---------------- | -- |
| 1 | «Старт» (Горький)          |                   | 3:2 2:1 6:4 5:5  | 1:1 5:1 0:1 1:1  | 7:1 3:0 3:1 1:2*  | 11:4 6:0 2:2 4:1 | 3:1 5:1* 4:4 3:3 | 8:1 8:4 2:1 3:2  | 6:1 11:4 13:1 5:1 | 20 | 6 | 2  | 131 — 51 = + 80  | 46 |
| 2 | «Фили» (Москва)            | 4:6 5:5 2:3 1:2   |                  | 2:2 5:0 3:5 1:1  | 6:3 3:2 3:3 3:4   | 8:2 5:2 3:2 6:3  | 3:0 5:2 0:1 3:1  | 4:2 11:2 8:1 9:2 | 6:1 12:0 3:1 4:0  | 18 | 4 | 6  | 128 — 58 = + 70  | 40 |
| 3 | «Север» (Северодвинск)     | 1:0 1:1 1:1 1:5   | 5:3 1:1 2:2 0:5  |                  | 2:2* 2:2 0:3 2:0  | 5:0 5:3 3:4 2:4  | 6:0 3:1 4:5 3:1  | 3:1 8:2 2:2 3:1  | 5:1 6:4 4:1 1:2   | 14 | 7 | 7  | 81 — 57 = + 24   | 35 |
| 4 | «Строитель» (Сыктывкар)    | 1:3 2:1* 1:7 0:3  | 3:3 4:3 3:6 2:3  | 3:0 0:2 2:2* 2:2 |                   | 4:4 5:1 4:4 2:4  | 6:2 6:1 2:4 4:3  | 6:2 4:0 2:4 4:6  | 11:0 10:1 6:0 1:2 | 12 | 5 | 11 | 100 — 73 = — 27  | 29 |
| 5 | «Родина» (Киров)           | 2:2 1:4 4:11 0:6  | 2:3 3:6 2:8 2:5  | 4:3 4:2 0:5 3:5  | 4:4 4:2 4:4 1:5   |                  | 6:4 7:1 1:0 4:4  | 9:1 4:4 1:3 3:10 | 10:2 5:2 6:1 4:5  | 10 | 5 | 13 | 100 — 112 = — 12 | 25 |
| 6 | «Красная заря» (Ленинград) | 4:4 3:3 1:3 1:5*  | 1:0 1:3 0:3 2:5  | 5:4 1:3 0:6 1:3  | 4:2 3:4 2:6 1:6   | 0:1 4:4 4:6 1:7  |                  | 2:1 4:1 2:2 3:0  | 7:4 4:3 3:1 4:4   | 9  | 5 | 14 | 68 — 94 = — 26   | 23 |
| 7 | «Труд» (Куйбышев)          | 1:2 2:3 1:8 4:8   | 1:8 2:9 2:4 2:11 | 2:2 1:3 1:3 2:8  | 4:2 6:4 2:6 0:4   | 3:1 10:3 1:9 4:4 | 2:2 0:3 1:2 1:4  |                  | 5:1 7:2 5:6 2:4   | 6  | 3 | 19 | 74 — 126 = — 52  | 15 |
| 8 | «Металлург» (Боровичи)     | 1:13 1:5 1:6 4:11 | 1:3 0:4 1:6 0:12 | 1:4 2:1 1:5 4:6  | 0:6 2:1 0:11 1:10 | 1:6 5:4 2:10 2:5 | 1:3 4:4 4:7 3:4  | 6:5 4:2 1:5 2:7  |                   | 5  | 1 | 22 | 55 — 166 = — 111 | 11 |

- Таблица составлена по Энциклопедии «Хоккей с мячом», Москва, изд. Новые Технологии, 2009 год; авторы Соснин В. И, Щеглов М. И. и Юрин В. Л. ISBN 978-5-86541025-6. Три результата, отмеченные *, уточнены по книге И. Морозов, С. Дуничкин ISBN 978-5-901956-31-1 «Старт в лицах», гор. Нижний Новгород, изд. «Растр-НН», 2008 год, стр 64. Итоговые показатели команд также уточнены по этой книге, и несколько отличаются от показателей, приведённых в Энциклопедии «Хоккей с мячом».

### Вторая подгруппа
| М | Команда                      | 1                 | 2                | 3               | 4                | 5               | 6               | 7                 | В  | Н | П  | Мячи            | О  |
| - | ---------------------------- | ----------------- | ---------------- | --------------- | ---------------- | --------------- | --------------- | ----------------- | -- | - | -- | --------------- | -- |
| 1 | «Юность» (Омск)              |                   | 5:2 4:4 3:2 4:5  | 3:1 2:3 8:2 2:5 | 1:2 5:4 4:3 0:4  | 3:1 8:4 1:1 3:3 | 7:1 9:2 9:2 7:1 | 18:1 19:1 7:1 1:1 | 15 | 4 | 5  | 133 — 56 = + 77 | 34 |
| 2 | «Хромпик» (Первоуральск)     | 2:3 5:4 2:5 4:4   |                  | 3:2 5:2 4:7 3:9 | 13:2 5:4 4:8 6:2 | 0:1 5:2 1:3 3:2 | 5:4 6:2 4:3 1:1 | 9:0 6:0 2:0 3:4   | 14 | 2 | 8  | 101 — 74 = + 27 | 30 |
| 3 | «Труд» (Краснотурьинск)      | 2:8 5:2 1:3 3:2   | 7:4 9:3 2:3 2:5  |                 | 4:2 4:2 1:1 1:2  | 3:3 2:1 3:3 5:0 | 3:3 5:1 2:4 5:2 | 5:1 3:1 2:2 0:1   | 12 | 5 | 7  | 79 — 59 = + 20  | 29 |
| 4 | «Торпедо» (Сызрань)          | 3:4 4:0 2:1 4:5   | 8:4 2:6 2:13 4:5 | 1:1 2:1 2:4 2:4 |                  | 1:1 0:3 2:4 8:4 | 6:1 7:4 6:2 3:0 | 10:1 6:1 5:2 3:1  | 13 | 2 | 9  | 93 — 72 = + 21  | 28 |
| 5 | «Локомотив» (Оренбург)       | 1:1 3:3 1:3 4:8   | 3:1 2:3 1:0 2:5  | 3:3 0:5 3:3 1:2 | 4:2 4:8 1:1 3:0  |                 | 7:0 0:2 2:3 2:4 | 6:1 2:0 3:3 1:2   | 7  | 6 | 11 | 59 — 63 = — 4   | 20 |
| 6 | «Никельщик» (Верхний Уфалей) | 2:9 1:7 1:7 2:9   | 3:4 1:1 4:5 2:6  | 4:2 2:5 3:3 1:5 | 2:6 0:3 1:6 4:7  | 3:2 4:2 0:7 2:0 |                 | 2:2 2:0 0:3 3:0   | 6  | 3 | 15 | 49 — 101 = — 52 | 15 |
| 7 | «Волна» (Петропавловск)      | 1:7 1:1 1:18 1:19 | 0:2 4:3 0:9 0:6  | 2:2 1:0 1:5 1:3 | 2:5 1:3 1:10 1:6 | 3:3 2:1 1:6 0:2 | 3:0 0:3 2:2 0:2 |                   | 4  | 4 | 16 | 29 — 118 = — 89 | 12 |

Лучший бомбардир: Ю. Акищев «Юность» (Омск) − 31 мяч.

### Третья подгруппа
| М | Команда                       | 1                | 2                 | 3                 | 4                | 5                 | 6                | 7                | В  | Н | П  | Мячи            | О  |
| - | ----------------------------- | ---------------- | ----------------- | ----------------- | ---------------- | ----------------- | ---------------- | ---------------- | -- | - | -- | --------------- | -- |
| 1 | «Восток» (Арсеньев)           |                  | 10:4 5:2 4:3 2:6  | 5:8 4:1 2:3 0:2   | 2:0 5:1 2:1 2:1  | 6:4 5:1 4:4 4:4   | 5:1 3:2 5:1 5:2  | 9:2 4:1 1:1 0:2  | 16 | 3 | 5  | 94 — 57 = + 37  | 35 |
| 2 | «Строитель» (Хабаровск)       | 3:4 6:2 4:10 2:5 |                   | 7:4 5:4 4:3 5:7   | 4:3 5:2 2:5 2:3  | 16:2 12:3 3:4 5:4 | 6:3 6:2 6:1 3:2  | 8:4 10:1 4:1 8:8 | 16 | 1 | 7  | 136 — 87 = + 49 | 33 |
| 3 | «Амур» (Комсомольск-на-Амуре) | 3:2 2:0 8:5 1:4  | 3:4 7:5 4:7 4:5   |                   | 4:2 2:1 2:3 3:7  | 10:0 10:1 2:4 1:0 | 4:1 4:1 3:3 2:2  | 10:6 5:1 3:1 7:2 | 15 | 2 | 7  | 104 — 67 = + 37 | 24 |
| 4 | «Водник» (Усть-Кут)           | 1:2 1:2 0:2 1:5  | 5:2 3:2 3:4 2:5   | 3:2 7:3 2:4 1:2   |                  | 8:2 9:1 7:7 6:6   | 10:1 3:1 4:7 4:7 | 11:2 6:3 1:0 8:2 | 12 | 2 | 10 | 106 — 74 = + 74 | 26 |
| 5 | «Локомотив» (Могоча)          | 4:4 4:4 4:6 1:5  | 4:3 4:5 2:16 3:12 | 4:2 0:1 0:10 1:10 | 7:7 6:6 2:8 1:9  |                   | 5:1 7:2 1:6 0:4  | 3:3 6:1 2:4 2:2  | 5  | 6 | 13 | 73 — 131 = — 58 | 16 |
| 6 | «Сибсельмаш» (Новосибирск)    | 1:5 2:5 1:5 2:3  | 1:6 2:3 3:6 2:6   | 3:3 2:2 1:4 1:4   | 7:4 7:4 1:10 1:3 | 6:1 4:0 1:5 2:7   |                  | 3:2 6:2 2:4 4:5  | 6  | 2 | 16 | 65 — 99 = — 34  | 14 |
| 7 | «Локомотив» (Магдагачи)       | 1:1 2:0 2:9 1:4  | 1:4 8:8 4:8 1:10  | 1:3 2:7 6:10 1:5  | 0:1 2:8 2:11 3:6 | 4:2 2:2 3:3 1:6   | 4:2 5:4 2:3 2:6  |                  | 4  | 4 | 11 | 60 — 123 = — 63 | 12 |

### Финал
Прошёл в Горьком с 4 по 13 марта 1975 года.
| М | Команда                  | 1    | 2   | 3   | 4    | 5   | 6    | В | Н | П | Мячи           | О |
| - | ------------------------ | ---- | --- | --- | ---- | --- | ---- | - | - | - | -------------- | - |
| 1 | «Старт» (Горький)        |      | 1:2 | 4:1 | 5:2  | 4:3 | 10:1 | 4 | 0 | 1 | 19 — 9 = + 10  | 8 |
| 2 | «Фили» (Москва)          | 2:1  |     | 2:3 | 8:2  | 6:2 | 7:1  | 4 | 0 | 1 | 25 — 9 = + 16  | 8 |
| 3 | «Юность» (Омск)          | 1:4  | 3:2 |     | 9:3  | 4:1 | 3:1  | 4 | 0 | 1 | 20 — 11 = + 9  | 8 |
| 4 | «Хромпик» (Первоуральск) | 2:5  | 2:8 | 3:9 |      | 5:3 | 15:6 | 2 | 0 | 3 | 27 — 31 = — 4  | 4 |
| 5 | «Строитель» (Хабаровск)  | 3:4  | 2:6 | 1:4 | 3:5  |     | 4:4  | 0 | 1 | 4 | 13 — 23 = — 10 | 1 |
| 6 | «Восток» (Арсеньев)      | 1:10 | 1:7 | 1:3 | 6:15 | 4:4 |      | 1 | 0 | 4 | 13 — 39 = — 26 | 1 |

### Дополнительный турнир за право играть в высшей лиге
| М | Команда           | 1   | 2   | 3   | В | Н | П | Мячи        | О |
| - | ----------------- | --- | --- | --- | - | - | - | ----------- | - |
| 1 | «Старт» (Горький) |     | 3:3 | 4:3 | 1 | 1 | 0 | 7 — 6 = + 1 | 3 |
| 2 | «Юность» (Омск)   | 3:3 |     | 1:1 | 0 | 2 | 0 | 4 — 4 = 0   | 2 |
| 3 | «Фили» (Москва)   | 3:4 | 1:1 |     | 0 | 1 | 1 | 4 — 5 = — 1 | 1 |

- «Старт» (Горький) (20 игроков): Виктор Федулов, Александр Кадышев − Анатолий Грезнёв, Юрий Катаев, Вячеслав Пасторов (3), Александр Рычагов, Анатолий Паршин (6), Владимир Куликов (38), Виктор Пугачёв (15), Виктор Колбинов (7), Вячеслав Крыгин (43), Евгений Горячев (23), Александр Севастьянов (2), Юрий Гаврилов (2), Юрий Жогов, Вячеслав Таболкин (3), Сергей Кондрашов (3), Валерий Осипов (11), Валерий Тараканов (1), Валерий Чернов (6). Главный тренер Юрий Ефимович Фокин.

Право выступать в высшей лиге завоевал «Старт» (Горький).

## Вторая группа класса «А»
Соревнования прошли с 1 февраля по 4 марта 1975 года. На предварительном этапе 56 команд, разбитых на девять зон, определили победителей. В финальном турнире участвовали победители зон, которые определили победителя второй группы класса «А» и обладателя путёвки в первую группу.
- Первая зона. (Улан-Удэ). Победитель «Дальсельмаш» (Биробиджан).
- Вторая зона. (Тюмень). Победитель «Северский трубник» (Полевской), Свердловская область.
- Третья зона. (Новоалтайск), Алтайский край. Победитель «Звезда» (Иркутск).
- Четвёртая зона. (Воткинск), Удмуртская АССР. Победитель «Знамя» (Воткинск), Удмуртская АССР.
- Пятая зона. (Белорецк), Башкирская АССР. Победитель «Нефтяник» (Новокуйбышевск).
- Шестая зона. (Барнаул). Победитель «Машиностроитель» (Карпинск).
- Седьмая зона. (Сыктывкар). Победитель «Труд» (Обухово).
- Восьмая зона. (Боровичи), Новгородская область. «Зенит» (Ленинград).
- Девятая зона. (Кострома). «Спартак» (Ярославль).

### Финальный турнир второй группы класса «А»
Заключительный этап соревнований состоялся в Новокубышевске.
| М | Команда                         | 1   | 2    | 3   | 4   | 5    | 6    | 7   | 8    | 9    | В | Н | П | Мячи           | О  |
| - | ------------------------------- | --- | ---- | --- | --- | ---- | ---- | --- | ---- | ---- | - | - | - | -------------- | -- |
| 1 | «Нефтяник» (Новокуйбышевск)     |     | 5:2  | 3:2 | 6:1 | 4:2  | 4:2  | 4:2 | 7:5  | 5:2  | 8 | 0 | 0 | 38 — 18 + 20   | 16 |
| 2 | «Северский трубник» (Полевской) | 2:5 |      | 1:1 | 3:1 | 5:3  | 1:2  | 8:3 | 15:5 | 5:1  | 5 | 1 | 2 | 40 — 21 = + 19 | 11 |
| 3 | «Звезда» (Иркутск)              | 2:3 | 1:1  |     | 3:2 | 3:2  | 3:5  | 1:2 | 4:2  | 6:3  | 4 | 1 | 2 | 23 — 20 = + 3  | 9  |
| 4 | «Машиностроитель» (Карпинск)    | 1:6 | 1:3  | 2:3 |     | 6:2  | 5:0  | 4:4 | 7:4  | 4:2  | 4 | 1 | 3 | 30 — 24 = + 6  | 9  |
| 5 | «Труд» (Обухово)                | 2:4 | 3:5  | 2:3 | 2:6 |      | 7:5  | 5:2 | 10:2 | 6:1  | 4 | 0 | 4 | 37 — 28 = + 9  | 8  |
| 6 | «Дальсельмаш» (Биробиджан)      | 2:4 | 2:1  | 5:3 | 0:5 | 5:7  |      | 1:2 | 12:2 | 10:2 | 4 | 0 | 4 | 37 — 26 = + 11 | 8  |
| 7 | «Спартак» (Ярославль)           | 2:4 | 3:8  | 2:1 | 4:4 | 2:5  | 2:1  |     | 3:6  | 1:3  | 2 | 1 | 5 | 19 — 32 = — 13 | 5  |
| 8 | «Зенит» (Ленинград)             | 5:7 | 5:15 | 2:4 | 4:7 | 2:10 | 2:12 | 6:3 |      | 3:2  | 2 | 0 | 6 | 29 — 60 = — 31 | 4  |
| 9 | «Знамя» (Воткинск)              | 2:5 | 1:5  | 3:6 | 2:4 | 1:6  | 2:10 | 3:1 | 2:3  |      | 1 | 0 | 7 | 16 — 40 = — 24 | 2  |

- «Нефтяник» (Новокуйбышевск): М. Азизов, А. Жданов — Ю. Болонин, В. Бочкарёв, В. Голушков, Л. Коновалов, Ю. Крылов, А. Лазарев, А. Лобанов, В. Матросов, В. Петряев, Н. Прохожаев (играющий тренер), В. Соколов, А. Трунин, Г. Трусилкин, В. Тюфяков, В. Филимонов.

«Нефтяник» (Новокуйбышевск) завоевал право выступать в первой группе класса «А».
По итогам сезона определён список 22 лучших игроков.